# دينزل بولز
دينزل بولز (بالإنجليزية: Denzel Bowles)‏ مواليد 1 مايو 1990 في فرجينيا بيتش، هو لاعب كرة سلة أمريكي. بدأ مسيرته الاحترافية في سنة 2011. يبلغ طوله 6 قدم 10 بوصة (2.1 م).

## المسيرة الاحترافية
لعب مع شياولياي في موسم 2011–2012، ثم لعب مع ستار هوتشوتز في سنة 2012، ثم لعب مع تشيجيانغ غولدين بولز في موسم 2012–2013، ثم لعب مع ستار هوتشوتز في سنة 2013، ثم لعب مع جيلين نورثيست تايجرز في الدوري الصيني في موسم 2013–2014، ثم لعب مع آيوا إنرجي في سنة 2014، ثم لعب مع جيلين نورثيست تايجرز في الدوري الصيني في سنة 2014، ثم لعب مع ستار هوتشوتز في سنة 2015، ثم لعب مع ستار هوتشوتز في سنة 2016.

## روابط خارجية
- دينزل بولز على موقع دوري كرة السلة الياباني للمحترفين (اليابانية)
- دينزل بولز على موقع كرة السلة الأوروبية.كوم (الإنجليزية)
- دينزل بولز على موقع كلية كرة السلة في سبورتس رفرنس.كوم (الإنجليزية)
- دينزل بولز على موقع ريلجم (الإنجليزية)
- دينزل بولز على موقع بروبوليرز (الإنجليزية)
- دينزل بولز على موقع سبورتس رفرنس (الإنجليزية)